# Trận Tam giác sắt
Trận Tam giác sắt diễn ra từ ngày 16 tháng 5 đến ngày 20 tháng 11 năm 1974, khi Sư đoàn 9 của Quân Giải phóng miền Nam Việt Nam đánh chiếm Rạch Bắp và An Điền. Quân lực Việt Nam Cộng hòa đã giành lại các thị trấn bị mất trong một loạt các cuộc phản công đầy tốn kém.

## Tổng quan
Tam giác sắt là một vị trí chiến lược quan trọng, được bao bọc ở phía bắc bởi rừng rậm mọc um tùm và các đồn điền cao su của Mật khu Long Nguyên, ở phía tây giáp sông Sài Gòn và ở phía đông là chướng ngại vật nhỏ hơn nhưng không thể vượt qua là sông Thị Tính. Phú Cường, thủ phủ của tỉnh Bình Dương, là một trung tâm công nghiệp và nông nghiệp quan trọng và có trường Công binh VNCH. Nơi này được liên kết bởi một đường quốc lộ lớn nối Căn cứ Phú Lợi - một căn cứ lớn của QLVNCH và với căn cứ không quân Biên Hòa xa hơn về phía đông. Khu vực này nằm ở trung tâm hành lang sông Sài Gòn, tại nơi giao nhau giữa 2 quốc lộ 13 và 1, và chỉ cách ngoại ô Sài Gòn 16 km, Phú Cường rất quan trọng trong việc phòng thủ Sài Gòn.
Địa hình trong Tam giác sắt bằng phẳng, gần như không có gì đặc biệt, và được bao phủ bởi cây cỏ dày đặc và phát triển. Các khoảng trống, đặc biệt là ở phía bắc, dày với cỏ voi cao hơn đầu người. Bề mặt bị cày nát bởi vô số bom và đạn pháo do đó việc di chuyển nhanh ra khỏi những con đường đất hẹp, gồ ghề là gần như không thể; ngay cả xe bánh xích cũng gặp khó khăn. Một mạng lưới rộng lớn các đường hầm và chiến hào, hầu hết trong số chúng bị chia cắt và bỏ hoang, đây là nơi diễn ra các trận chiến ác liệt kể từ Chiến tranh Đông Dương.
Một chuỗi ba tiền đồn của QLVNCH đã bảo vệ rìa phía bắc của khu vực Tam giác, từ Rạch Bắp (11.1287°B 106.516°Đ) ở phía tây, gần sông Sài Gòn, dọc theo đường 7 đến An Điền (11.148°B 106.586°Đ) trên sông Thị Tính đối diện Bến Cát. Mỗi tiền đồn này, bao gồm Căn cứ 82 (11.133°B 106.544°Đ), nằm giữa Rạch Bắp và An Điền, được điều hành bởi một đại đội của Tiểu đoàn Địa phương quân 321. Một con đường nông thôn khác đi qua tiền đồn Rạch Bắp, Tuyến đường địa phương 14, thường đi dọc theo sông Sài Gòn từ Trị Tâm, qua Rạch Bắp, và đi về phía đông nam qua khu vực Tam giác, qua sông Thị Tính trước khi vào Quốc lộ 13 phía bắc Phú Cường. QGPMNVN đã cho thổi bay cây cầu trên đường 14 qua sông Thị Tính vài tuần trước đó, nhưng giao thông vẫn ổn định bởi các cầu phao. Ở khoảng giữa Rạch Bắp và sông Thị Tính đoạn giao với đường 14, Quân đội VNCH có một căn cứ hỏa lực nhỏ khác.
Các cuộc càn quét thường xuyên và một số vị trí phòng thủ bán cố định của QGPMNVN ở phía bắc Củ Chi do Sư đoàn 25 của QLVNCH và Lực lượng địa phương quân tỉnh Hậu Nghĩa được tiến hành bên sườn phía tây của Tam giác, nhưng sự kháng cự của QGPMNVN ở Rừng Hố Bò đối diện với Rạch Bắp, và trở ngại đáng gờm của sông Sài Gòn, cũng như thiếu nguồn tiếp tế, đã hạn chế ảnh hưởng mà Sư đoàn 25 có thể gây ra cho tình hình trong khu vực Tam giác. Quân lực VNCH với bộ binh, thiết giáp cùng các căn cứ hỏa lực và tiền đồn hỗ trợ lẫn nhau ở quận Bến Cát phía đông sông Thị Tính, nhưng cách nhau chỉ có một cây cầu nhịp yếu, nối liền thị trấn huyện và ấp Tam Giác ở An Điền.

## Trận đánh

### Quân Giải phóng tấn công
Vào ngày 16 tháng 5, Sư đoàn 9 QGPMNVN bắt đầu cuộc tấn công bằng pháo hạng nặng, tên lửa và súng cối vào Rạch Bắp, Căn cứ 82 và An Điền. Đại đội địa phương quân tại Căn cứ 82 đã bỏ rơi các lô cốt của mình mà nhiều trong số đó đã sụp đổ sau các vụ bắn phá, vào cuối buổi chiều hôm đó. Cuộc kháng cự ở Rạch Bắp kéo dài đến khoảng 3 giờ sáng ngày 17 tháng 5, những người lính bảo vệ nơi này còn sống sót lại rút về hướng An Điền. Cuộc giao tranh diễn ra ác liệt ở An Điền vào ngày 16, nhưng đến đêm 17 tháng 5, lực lượng QGPMNVN đã tấn công ngôi làng và đánh bật lực lượng phòng thủ của nó. Tuy nhiên, tàn dư của một tiểu đoàn địa phương quân, giữ đầu phía tây của cầu Thị Tĩnh ở vị trí chốt chặn, trong khi phía đông, hướng Bến Cát, vẫn được bảo vệ bởi lực lượng QLVNCH. QGPMNVN đã chiếm toàn bộ An Điền nhưng không thể đánh bật đơn vị địa phương quân tại cây cầu. Hai trung đoàn bộ binh của Sư đoàn 9, với khoảng 10 xe tăng T-54 và PT-76, được sử dụng để chống lại Tiểu đoàn địa phương quân đang phân tán. Trung đoàn 2 tiến qua Rạch Bắp và tiếp tục cuộc tấn công về phía nam vào khu vực Tam giác dọc theo đường 14, trong khi Trung đoàn 95C tấn công Căn cứ 82 và An Điền. Trung đoàn 271 được tổ chức dự bị.:101

### Cuộc phản đầu tiên của QLVNCH vào An Điền
Quân lực VNCH tại Bến Cát không thể phản công ngay lập tức tại An Điền vì đầu cầu do Địa phương quân nắm giữ quá yếu để bất kỳ lực lượng lớn nào tiến qua, nhưng chỉ huy Quân đoàn III, Trung tướng Phạm Quốc Thuần đã nhanh chóng bắt đầu củng cố Bến Cát. Chiến đoàn 318 thiết giáp đã đến Bến Cát vào chiều ngày 16 và ngày 17 bắt đầu tăng cường cho Địa phương quân giữ cây cầu và di chuyển chống lại các vị trí chốt chặn của QGP ở phía tây đầu cầu. Sự yếu kém của các đơn vị QLVNCH và sức mạnh của các vị trí của đối phương ở An Điền, bao gồm súng chống tăng và xe tăng, khiến việc gửi bất kỳ xe tăng/thiết giáp nào của chiến đoàn 318 qua cầu An Điền vào thời điểm này là phi thực tế.:101
Trong khi đó, chiến đoàn 322 di chuyển từ tỉnh Tây Ninh đến Phú Cường và được lệnh chuẩn bị tấn công vào khu Tam giác dọc theo tuyến đường 14 để chống lại Trung đoàn 2 QGPMNVN đang di chuyển về phía nam từ Rạch Bắp. Các phi cơ trinh sát của Không lực Việt Nam Cộng hòa vào ngày 17 tháng 5 đã tiết lộ hai xe tăng T-54 bên trong Căn cứ 82, mà máy bay ném bom đã phá hủy vào ngày hôm sau, và bốn chiếc nữa trong căn cứ An Điền. Phản ứng tiêu cực ban đầu tại Sở chỉ huy Quân đoàn III đối với sự vội vàng, nếu không phải là không có cơ sở, việc rút các đại đội Địa phương quân khỏi vị trí của họ đã được thực hiện phần nào khi quy mô và tương quan lực lượng QGPMNVN đã bị lộ.:101
Tướng Thuần đã đánh giá rất thấp sức mạnh và sự kiên cường mà Sư đoàn 9 QGP ở An Điền, mặc dù ông có trí nhớ chính xác liên quan đến quân số, thành phần và vị trí của kẻ thù. Các kế hoạch ban đầu của ông, đã chứng minh sự không thực tế, qua việc kêu gọi tái chiếm gần như đồng thời ba căn cứ bị mất vào ngày 22 tháng 5. Ngoại trừ một số ít lính bộ binh và công binh của QLVNCH bị điều qua sông Thị Thịnh để củng cố đầu cầu An Điền, các đơn vị lớn của QLVNCH di chuyển vào khu Tam giác là một tiểu đoàn của Trung đoàn 43 Bộ binh, Sư đoàn 18, băng qua đường 14 phía bắc Phú Cường. Được củng cố một thời gian ngắn bởi phần còn lại của trung đoàn, đơn vị này, theo sau là Chiến đoàn Thiết giáp 322, đã tấn công Rạch Bắp và Căn cứ 82. Trong khi đó, Chiến đoàn 318 sẽ đi qua Cầu An Điền, đến qua An Điền, và tiến tới Căn cứ 82. Ba tiểu đoàn biệt động quân tấn công về phía nam Lai Khê rồi tấn công căn cứ 82 từ phía bắc. Không đơn vị trong số này làm việc theo kế hoạch. Trung đoàn bộ binh thứ 43 chùn bước sau khi chỉ tiến được 4–5 km về phía bắc. Sau đó, các phương tiện của Chiến đoàn 322 nhận ra việc di chuyển cực kỳ chậm trong cây cỏ dày đặc và địa hình lở. Tướng Thuần, lo ngại rằng lực lượng thiết giáp này có thể bị sa lầy và có một cây cầu bị thổi bay đằng sau đơn vị nên ra lệnh rút lui. Trong khi đó, ông phát hiện ra rằng cây cầu An Điền đã bị suy yếu nghiêm trọng bởi pháo binh QGPMNVN (bao gồm cả tên lửa AT-3) và sẽ không hỗ trợ các xe tăng của Chiến đoàn 318. Dưới làn đạn pháo lẻ tẻ và hỏa lực súng cối hạng nặng của QGPMNVN, công binh chiến đấu của QLVNCH đã cố gắng sửa chữa cây cầu. Thương vong tăng lên, và công việc tiến triển rất chậm. Cũng trong khoảng thời gian đó, chiến đoàn biệt động quân số 7, với ba tiểu đoàn, di chuyển về phía tây nam ra khỏi Lai Khê, vượt sông Thị Tính và tiến vào Căn cứ 82. Đơn vị ngay lập tức bị phản công trong khu rừng rậm và đồn điền cao su do Sư đoàn 9 QGPMNVN cố thủ và cuộc tấn công của họ bị đình trệ không đạt mục tiêu..:101–2
Trong khi quân lực VNCH đang gặp khó khăn lớn để tiến lên, An Điền bị pháo kích bằng hỏa lực pháo hạng nặng. QGPMNVN phản công chống lại các trận địa pháo của QLVNCH, các cuộc tấn công của biệt động quân và bộ binh bị chặn lại, đặc công QGP tấn công một sở chỉ huy Địa phương quân ở phía nam Bến Cát, phá hủy một khẩu pháo 105 mm và đồng thời QGP cũng tấn công hầu hết các đồn bót nhỏ. Trong khi đó, KLVNCH chỉ hỗ trợ hạn chế vì bị pháo phòng không cùng các tên lửa SA-7 chặn đánh buộc máy bay phải nâng độ cao. Vào ngày 24 tháng 5, một đơn vị thiết giáp của Sư đoàn 25 đã phát động một cuộc tấn công nghi binh từ Gò Dầu Hạ về phía Rừng Bời Lời trong một nỗ lực ngăn chặn Sư đoàn 9 tiếp viện Trung đoàn 271 để chống lại Chiến đoàn 322. Đến ngày 25, đơn vị thiết giáp đã vượt qua Suối Cau mà không gặp phải sự kháng cự nào, và một cuộc tấn công khác bắt đầu với hai tiểu đoàn của Trung đoàn Bộ binh 50, Sư đoàn 25, di chuyển về phía bắc từ huyện Phú Hòa dọc theo bờ tây sông Sài Gòn.:102
Vào ngày 25 tháng 5, Tướng Thuần gặp gỡ chỉ huy của Sư đoàn 18, chuẩn tướng Lê Minh Đảo, và chỉ huy Lữ đoàn 3 Thiết giáp, chuẩn tướng Trần Quang Khôi, để phối hợp tấn công vào sáng hôm sau. Lúc đó, Trung đoàn 43 cách An Điền khoảng 7 km về phía nam, sắp tấn công về phía bắc, trong khi Lữ đoàn 3 Thiết giáp đang chuẩn bị đưa một đơn vị thiết giáp và một tiểu đoàn biệt động quân qua cầu An Điền. Mặc dù súng cối và hỏa lực mạnh của QGP đã làm suy yếu cây cầu tại An Điền đến nỗi thiết giáp không thể bám theo đơn vị biệt động quân, nhưng đến tối, Tiểu đoàn Biệt động quân 64 đã tiến sâu vào phía đông của làng An Điền. Trung đoàn 43 một lần nữa được lệnh tiếp tục tấn công về phía bắc, và chiến đoàn biệt động số 7, từ Lai Khê xuống được lệnh chiếm căn cứ 82 bằng cuộc tấn công ban đêm vào ngày 27 tháng 5. Bởi vì không có tiến bộ nào được đưa ra, Tướng Thuần vào ngày 28 tháng 5 quyết định thử một cách đánh mới. Đầu tiên ông chuyển quyền chỉ huy chiến dịch sang tướng Đảo, bảo ông Đảo chuyển Trung đoàn 52 của mình từ Quận Phú Giáo, giao cho ông Đảo chỉ huy hoạt động của Chiến đoàn 7 biệt động quân, vẫn ở phía bắc căn cứ 82, nhập vào Sư đoàn 18, cùng phối thuộc với Lữ đoàn 3 Thiết giáp. Vì sẽ mất hai ngày để giải tỏa Trung đoàn 52 trên mặt trận Phú Giáo và chuyển về Bến Cát, chiến dịch mới được lên kế hoạch vào ngày 30 tháng 5. Sự chậm trễ trong việc cứu trợ và di chuyển đã buộc Tướng Đảo phải chuyển ngày sang ngày 1 tháng 6.:102
Với các đơn vị Biệt động quân vẫn đang giữ đầu cầu đối diện Bến Cát và Trung đoàn 43 đang tiến triển chậm tấn công Trung đoàn 272 QGP ở phía nam An Điền. Tướng Đảo đã gửi Tiểu đoàn 2, Trung đoàn 52 qua sông Thị Tính trên một cây cầu phía nam Bến Cát vào ngày 1 tháng 6. Sau khi qua cầu, nó quay về hướng bắc để tấn công tuyến phòng thủ của Trung đoàn 95C QGP ở An Điền. Trong khi đó, đại đội trinh sát và một đại đội bộ binh từ Sư đoàn 18 đã đi qua cầu An Điền và tiến về làng. Thương vong của cả hai bên đều nặng nề khi chỉ huy của Trung đoàn 52 giao cho Tiểu đoàn 1 của mình đứng sau Tiểu đoàn 2. QGP đã đáp trả bằng cách tấn công các đơn vị bộ binh VNCH đêm đó bằng bộ binh và ít nhất 10 xe tăng. Hai tiểu đoàn của Trung đoàn 52 giữ vị trí của họ và được Tiểu đoàn 3 tiếp viện vào chiều hôm sau. Trong khi đó, công binh chiến đấu của QLVNCH đang dọn đường qua cầu An Điền. Họ làm việc vào ban đêm với đèn flash để tránh sự quan sát và hỏa lực của QGP và đã loại bỏ 38 quả mìn chống tăng khỏi tuyến đường hành quân.:102
Bị tổn thất nặng nề, Trung đoàn bộ binh 52 đã tiến rất ít vào ngày 2 và 3/6, và Trung đoàn 43 vẫn đang bị Trung đoàn 272 QGP chặn đánh. Sau đó, tướng Đảo đã ra lệnh cho Trung đoàn bộ binh 48 của mình băng qua sông Thị Tính phía nam Bến Cát, để vượt qua số 52 và chiếm lấy An Điền. Trong khi pháo binh QGP tiếp tục bắn dồn dập vào các vị trí của QLVNCH, hai tiểu đoàn của Trung đoàn 48 đã tiến vào khu Tam giác sắt vào đêm 2 và 3 tháng 6. Cuộc chiến đấu tại An Điền đặc biệt ác liệt vào ngày 3 tháng 6 khi QGP sử dụng xe tăng chống lại bộ binh VNCH. Được trang bị vũ khí chống tăng hạng nhẹ, bộ binh VNCH đã hạ gục ít nhất 4 xe tăng trong ngày cuối cùng của trận chiến. Vào ngày 4 tháng 6, các đơn vị của Sư đoàn 18 VNCH cuối cùng đã vào An Điền vào ngày 5 tấn công vị trí cuối cùng của Trung đoàn 95C, được củng cố bởi các đơn vị của Trung đoàn 271. Vào sáng ngày 5, hai tiểu đoàn của Trung đoàn 48 và hai tiểu đoàn của Trung đoàn 52 đang bị cầm chân ở An Điền để cho một cuộc phản công. Một tiểu đoàn Biệt động quân đang ở một vị trí chốt chặn phía bắc ngôi làng bị phá hủy, trong khi một tiểu đoàn bảo vệ cây cầu An Điền. Trung đoàn 43 vẫn bị chặn đánh bởi hàng phòng thủ của Trung đoàn 272 QGP ở phía nam An Điền. Chiến đoàn 7 Biệt động quân đã không thể tiến về căn cứ 82 từ phía bắc, và một cuộc tấn công lớn của QLVNCH sẽ được đưa ra để vượt qua các vị trí được giữ trong và xung quanh An Điền.:102
Những người lính QGP bị bắt ở An Điền kể về những mất mát khủng khiếp của ba tiểu đoàn 7, 8 và 9 của Trung đoàn 95C. Mười bốn thành viên còn sống sót của Tiểu đoàn 9 đã bị bắt khi điểm chốt cuối cùng rơi vào tay QLVNCH ngày 5 tháng 6. Họ nói rằng thương vong ở Tiểu đoàn 8 và 9 trong khoảng thời gian từ 16 tháng 5 đến 4 tháng 6 là 65%, một đại đội của Tiểu đoàn 7 chỉ còn một người, một đại đội của Tiểu đoàn 8 đã bị tiêu diệt hoàn toàn và Tiểu đoàn 9 mất hai đại đội cùng lúc. Những số liệu này được xác nhận bởi số lượng lớn hoặc thi thể còn lại trên chiến trường và số lượng các vũ khí và thiết bị bị tịch thu. Thiệt hại của QLVNCH cũng đáng kể, hơn 100 lính VNCH đã bị giết.:102–3
Cuộc phản công của QGP diễn ra vào đêm 5/6 khi hai tiểu đoàn của Trung đoàn 271, được hỗ trợ bởi tối đa 14 xe tăng tấn công từ hai hướng. Quân lực VNCH tổ chức phòng thủ và bộ binh đã bắn cháy 5 xe tăng, bắn hỏng 5 chiếc khác. Giai đoạn thứ hai hoặc chiến dịch Tam giác sắt đã kết thúc với sự tái chiếm của An Điền, và Tướng Thuần rất lo lắng khi cuộc tấn công lại di chuyển về phía Căn cứ 82 và Rạch Bắp. Mặc dù cầu An Điền sẽ sớm được sửa chữa để các xe tăng của Chiến đoàn 318 vượt qua, một đại đội thiết vận xa đã băng qua An Điền, nhưng một chiếc xe tăng T-54 bị bắn cháy chặn đường hẹp từ cầu vào An Điền. Mặt đất đầm lầy ở mỗi bên đã ngăn không cho xe thiết giáp lách qua và nó phải bị phá hủy. Công binh chiến đấu của QLVNCH đang lao động trong nhiệm vụ này trong khi lính bộ binh của Sư đoàn 18 trấn giữ vành đai xung quanh An Điền.:103

### Căn cứ 82
Nỗ lực đầu tiên để chiếm lại Căn cứ 82 bắt đầu vào ngày 7 tháng 6 năm 1974 khi Chiến đoàn 318 cuối cùng đã đưa xe tăng được của mình qua sông Thị Tính và băng qua vị trí của Sư đoàn 18 tại An Điền. Trong khi Trung đoàn bộ binh 52 vẫn trấn giữ vành đai An Điền, hai tiểu đoàn của Trung đoàn bộ binh 48 đã di chuyển về phía nam và phía tây để bảo vệ sườn phía nam của Chiến đoàn 318 khi đơn vị này tiến dọc theo đường 7 về phía Căn cứ 82. Ở phía nam, Trung đoàn 43 tấn công Trung đoàn 272. Trong khi đó, Sư đoàn 9 đã rút tàn quân của Trung đoàn 95C khỏi vị trí chiến đấu và đặt Trung đoàn 271 của mình tại Căn cứ 82, nơi đơn vị chuẩn bị sẵn để hỗ trợ các vị trí phòng thủ. Quyết tâm phòng thủ dọc theo đường 7 trong khu Tam giác sắt, Trung ương cục miền Nam đã gửi Trung đoàn 141, Sư đoàn 7 về phía nam từ vị trí dọc theo Quốc lộ 13, phía bắc Lai Khê, để củng cố Sư đoàn 9 ở phía bắc Căn cứ 82. Sư đoàn 9 trong khi đó bắt đầu chuyển Trung đoàn 272 về phía bắc từ phần phía nam của Tam giác sắt để hỗ trợ phòng thủ căn cứ 82 và Rạch Bắp. :103
Gió mùa mùa hạ đã xuất hiện ở Bình Dương cùng mưa và mây thấp che phủ làm giảm thêm hiệu quả của sự hỗ trợ của KLVNCH cho cuộc tấn công. Một đồn điền cao su dày đặc phía tây bắc Căn cứ 82 tạo khả năng che giấu tuyệt vời để hỗ trợ các đơn vị phòng thủ và quan sát đường 7 địa phương, con đường duy nhất có sẵn cho thiết giáp của QLVNCH. Cây cỏ dày đặc bao phủ các con đường tiếp cận phía nam đến căn cứ và che giấu nhiều vị trí hỗ trợ và tiếp viện cho QGP tốt hơn. Địa hình trống trải duy nhất là ở hai bên đường 7 nơi cỏ cao không che hướng tiến của QLVNCH nhưng làm giảm tầm nhìn xuống vài mét. Hơn nữa, con đường này nằm dưới tầm quan sát của hỏa lực pháo binh yểm trợ của Sư đoàn 9. :103
Đến tối ngày 8 tháng 6, Chiến đoàn 318 đã chiếm được mục tiêu đầu tiên, Đồi 25 (11.1398°B 106.562°Đ), cách Căn cứ 82 khoảng 1 km. Đơn vị này chiến đấu với một tiểu đoàn của Trung đoàn 271, giết chết 30 và bắt 10 người trong khi có thương vong ít. Triển vọng có vẻ tươi sáng cho việc chiếm lại Căn cứ 82 vào ngày hôm sau và tướng Thuần nói với tướng Đảo rằng Rạch Bắp nên được chiếm vào ngày 15 tháng 6. Nhưng vào ngày 10 tháng 6, Chiến đoàn 318, tiến rất chậm theo 2 hướng: phía bắc và phía nam của Tuyến 7 đã bị một tiểu đoàn của Trung đoàn 271 được yểm trợ bởi 4 xe tăng và một khẩu đội súng cối, cùng pháo và hỏa tiễn. Bốn trong số các xe tăng của Chiến đoàn 318 và một thiết vận xa đã bị hạ gục nhưng tổn thất về người không đáng kể. Khi màn đêm buông xuống thì bãi mìn kéo dài 200m của QGP và súng không giật 82mm đã chặn chiến đoàn cách 800 mét so với Căn cứ 82. Không có tiến triển nào được thực hiện vào ngày 11 tháng 6, nhưng pháo binh Quân lực VNCH đã bắn phá căn cứ. Hỏa lực phòng không rất dữ dội nên máy bay ném bom chiến đấu của KLVNCH ở không phát huy hiệu quả. Trong khi đó, Tướng Thuần, quyết tâm tiếp tục tấn công, chỉ đạo tướng Trần Quang Khôi tập hợp Chiến đoàn 315 tại Bến Cát và gửi nó qua Thị Tính để tăng cường tấn công. Chiến đoàn 315 di chuyển về phía tây nam và tấn công Căn cứ 82 từ phía nam, trong khi Chiến đoàn 322 tiếp tục tấn công trực diện. Xa hơn về phía nam, một sự thay đổi khác đang diễn ra, phát hiện ra rằng tất cả trừ một trong các tiểu đoàn của Trung đoàn 2 QGP đã di chuyển về phía bắc về phía đường 7, tướng Đảo cho một tiểu đoàn của Trung đoàn bộ binh 43 của mình chiếm khu vực Phú Thứ, đặt trung đoàn vào trạng thái sẵn sàng. :103–4
Đến trưa ngày 12 tháng 6, Chiến đoàn 315 đã cách căn cứ 82 khoảng 1600m về phía đông nam. Tại thời điểm này, tướng Đảo đã thay đổi khái niệm ban đầu về một cuộc tấn công theo hai hướng. Ngay khi Chiến đoàn315 sẵn sàng tấn công, ông sẽ rút Chiến đoàn 318 để bảo vệ các con đường phía đông Bến Cát vốn đã bị suy yếu bởi việc Chiến đoàn 315 tấn công căn cứ 82. Cây cỏ dày đặc, địa hình gồ ghề và hỏa lực pháo binh chính xác của QGP đã ngăn chặn Chiến đoàn 315 không thể tấn công vào ngày 13 tháng 6. Trên thực tế, khi Vhiến đoàn 318 rút khỏi, đơn vị đã để lại vị trí gần với mục tiêu hơn so với vị trí Chiến đoàn 315 đạt được. Trong một thay đổi khác trong kế hoạch, tướng Đảo đề xuất với Tướng Thuần rằng hai tiểu đoàn từ Trung đoàn 43 và 52 đảm nhiệm vai trò tấn công, trong khi đó, Chiến đoàn 315 vẫn ở trong vành đai phòng thủ phía đông nam căn cứ 82. Các tiểu đoàn bộ binh sẽ di chuyển vào đồn điền cao su và tấn công từ phía bắc. Tướng Thuần đồng ý và rời khỏi trụ sở Bộ Tổng tham mưu để yêu cầu bổ sung đạn dược cho cuộc tấn công. Tuy nhiên ông trở về trụ sở của mình trong tâm trạng bực tức, vì Tướng Đồng Văn Khuyên, Trưởng phòng Hậu cần, không thể đáp ứng yêu cầu này. :104
Đến ngày 15 tháng 6, hai tiểu đoàn của Trung đoàn bộ binh 43 mà một trong số đó đang cố gắng di chuyển về phía bắc căn cứ 82 từ An Điền, đã thực hiện rất ít bước tiến chống lại sức kháng cự mạnh mẽ cùng hỏa lực pháo binh QGP. Trong các cuộc đụng độ ở phía nam của đường 7 vào ngày 17, các tù binh bị bắt từ Trung đoàn 272 là những người lính miền Bắc gần đây đã đến miền Nam Việt Nam và đã được chỉ định đến Trung đoàn 272 chỉ trong ba ngày trước khi họ bị bắt. Thương vong của QLVNCH tiếp tục tăng lên, quân đội đã mệt mỏi tuyệt vọng, sự yểm trợ của pháo binh bị cắt giảm quá nghiêm trọng, và thời tiết đã loại trừ sự yểm trợ huệu quả của không quân. Vào ngày 21 tháng 6, Tướng Thuần đã ra lệnh tạm dừng nỗ lực chiếm căn cứ 82, trong khi một cuộc tấn công mới được hỗ trợ tốt hơn bởi hỏa lực pháo binh, có thể được đưa ra. Cân nhắc cũng được đưa ra để thay thế Sư đoàn 18, đơn vị đã chiến đấu kiên trì trong một tháng, với Sư đoàn 5. Thay vì rút Sư đoàn 18, Tướng Thuần quyết định thử dùng thiết giáp. Trong khi để bộ binh giữ nguyên vị trí, ông cho Chiến đoàn 318 và 322 trở lại khu Tam giác theo 2 hướng: phía bắc của đường 7 và dọc theo con đường này. Tổ chống tăng của QGP, chủ yếu sử dụng súng không giật 82mm, đã chặn cuộc tấn công một lần nữa, phá hủy 13 thiết vận xa M113 và 11 xe tăng M48 trong khoảng thời gian từ 27 tháng 6 đến 1 tháng 7, mặc dù pháo binh và không quân đã yểm trợ cho cuộc tấn công với 43.000 viên đạn và 250 lần bắn. Những người lính bộ binh Trung đoàn 43 một lần nữa cố gắng chiếm căn cứ 82 từ phía nam vào ngày 1 tháng 7 nhưng kết quả không đi đến đâu. :104
Vào ngày 2 tháng 7, Tướng Thuần cuối cùng cũng đã quyết định rút Sư đoàn 18 và thay thế bằng Sư đoàn 5. Các chiến đoàn thiết giáp cũng sẽ được rút để nghỉ ngơi và trang bị lại. Tướng Thuần cho phép chỉ huy của mình mười ngày để hoàn thành việc rút quân. Để không làm suy yếu hệ thống phòng thủ của Sư đoàn 5 ở phía bắc Lai Khê, các đơn vị của Trung đoàn 52 thuộc Sư đoàn 18, đã có ít hành động, và hai tiểu đoàn của Trung đoàn bộ binh 50 của Sư đoàn 25 đã thay thế vào vị trí của Sư đoàn 5 trong Tam giác sắt. Việc rút lui đã được thực hiện đúng tiến độ và một cuộc ngừng bắn tương đối đã thực hiện trên chiến trường Căn cứ 82. Sư đoàn 9 QGP cũng đã thực hiện các điều chỉnh trong thời gian cuối tháng 6 và những tuần đầu tiên của tháng 7. Trong khi Trung đoàn 272 giữ các vị trí phòng thủ ở phần phía nam của Tam giác sắt, Trung đoàn 95C, được trang bị lại và với sự thay thế mới, quay trở lại khu vực Căn cứ 82 và nhận trách nhiệm phòng thủ. Trung đoàn 271, giữ các vị trí phòng thủ trong khu vực Căn cứ 82, chủ yếu ở phía bắc và đông bắc. Trong khi đó, Trung đoàn 141 thuộc Sư đoàn 7 trở về khu vực hoạt động bình thường ở phía bắc Lai Khê, và pháo yểm trợ cho Sư đoàn 9 được giao cho Trung đoàn pháo binh 42. Trung đoàn pháo binh 75 di chuyển từ khu vực Bến Cát để yểm trợ cho Sư đoàn 7 phía đông đường 13. :104
Sư đoàn 5 không có nỗ lực nào kiên quyết trong tháng 7 hoặc tháng 8 để thay đổi hiện trạng. Tuy nhiên, QGP đã rút Trung đoàn 95C ra khỏi Căn cứ 82 và thay thế bằng Trung đoàn 141 để đáp ứng sự phối hợp tiếp theo của QLVNCH để chiếm căn cứ 82. Đến mùa thu, Trung đoàn bộ binh 8, Sư đoàn 5, đã được chọn để cố gắng chiếm giữ Căn cứ 82, đã thay thế trung đoàn 7, trong Tam giác sắt. Trước một cuộc tấn công dự kiến vào ngày 7 tháng 9, các cuộc tuần tra của trinh sát QLVNCH đã thành công đạt đến chu vi của căn cứ. Trung đoàn 8 thành lập một đội xung kích dựa vào Tiểu đoàn 1 và 2, được tăng cường bởi một đại đội Trinh sát Sư đoàn 5 và một đơn vị thiết giáp nhỏ với 3 xe tăng M41, 3 xe tăng M48 và 3 M113. Tiểu đoàn 1 tiến về phía nam của đường 7, trong khi Tiểu đoàn 2, với đại đội trinh sát và thiết giáp, tiến theo trục phía bắc của con đường. Không bị cản trở và di chuyển nhanh chóng, hai tiểu đoàn đã đến được tuyến phòng thủ bên ngoài của Căn cứ 82 vào sáng sớm ngày 7 tháng 9 nhưng không thể đi xa hơn vào ngày hôm đó. Phải đối mặt với dây thép gai và mìn cùng dưới hỏa lực từ phía trước và bên sườn, Trung đoàn 8 vẫn tiến lên. Khi cơn mưa đạn của QGP vẫn tiếp tục, phần lớn là súng cối nặng 120 mm, Trung đoàn 8 tiếp tục tiến sâu và cải thiện vị trí chiến đấu với những công sự gỗ. Vào ngày 8 tháng 9, QGP pháo kích ngày càng nhiều vào lúc 16:00 trời bắt đầu mưa, chấm dứt mọi hoạt động quan sát và hỗ trợ trên không của KLVNCH. Khi mưa tăng, đạn pháo QGP cũng tăng như vậy, 1600 quả đạn rơi trong một giờ và chiến trường bị che khuất trong khói. Bộ binh VNCH có thể nghe thấy tiếng xe tăng. Một trong những chiếc T-54 của QGP tiến ra khỏi đồn điền cao su và tiến từ rừng phía bắc, và một hàng sáu chiếc khác tiến lên từ phía nam. Ba chiếc M48 của QLVNCH đã rút lui vào lúc 18:00 và đơn vị gần như bị rơi vào thế cô lập, Trung đoàn 8 đã quay trở lại nơi đầu tiên khoảng 300m và đơn vị cố gắng thiết lập một tuyến mới rồi tiến thêm 300m và bị kẹt ở sườn phía tây của đồi 25. Với chiến thắng dường như rất gần, Tướng Thuần thất vọng sâu sắc trước hành động của Trung đoàn 8, và sự thất vọng của anh chuyển thành giận dữ khi biết về thương vong tương đối nhẹ của Trung đoàn 8: 6 bị giết, 29 người mất tích và 67 người bị thương. Nhưng ngay cả khi các chỉ huy Trung đoàn 8 tại chiến trường có thể giữ đơn vị của họ không lộ diện trước Căn cứ 82 thù có lẽ không thể sống sót sau cuộc phản công của QGP. Trong mọi trường hợp, Tướng Thuần đã ra lệnh điều tra ngay lập tức về các trường hợp thất bại của Trung đoàn 8 và sau đó bãi nhiệm chỉ huy trung đoàn. :104–5
Vào ngày 11 tháng 9, Trung đoàn 8 được thay thế bằng Trung đoàn 9 và cả ba tiểu đoàn của Trung đoàn 9 đã di chuyển vào vị trí trên sườn phía tây của điểm cao 25.Thất trận kể từ khi cuộc tấn công của QGP bắt đầu vào tháng 5, kết hợp việc chậm thay thế cho trung đoàn, đã giảm quân số của tiểu đoàn xuống dưới 300. Từ ngày 12 đến 18 tháng 9, lần thứ 9 tập trung vào trinh sát, lập kế hoạch và cải thiện các vị trí. Khi Trung đoàn 9 chuẩn bị cho cuộc tấn công, QGP đang bắt đầu thực hiện một cuộc tấn công khác trên chiến trường Bến Cát. Trung đoàn 141 đã chuẩn bị rời khỏi khu vực Căn cứ 82 và chuyển giao phòng thủ một lần nữa cho Trung đoàn 95C. Với Thiết đoàn 2 Kỵ binh bảo vệ sườn phải (phía bắc) và hai tiểu đoàn biệt động quân bảo vệ bên trái, Trung đoàn Bộ binh 9 bắt đầu tấn công vào Căn cứ 82. Hai tiểu đoàn tấn công, Tiểu đoàn 3 bên phải, phía Bắc đường 7, và Tiểu đoàn 2 bên trái, vượt qua tuyến xuất phát trên đồi 25 vào ngày 19 tháng 9. Di chuyển chậm chạp với sự trinh sát tuyệt vời và sự hỗ trợ của pháo binh hiệu quả, QLVNCH đã loại bỏ một cách có phương pháp, từng cái một, các lô cốt hỗ trợ lẫn nhau của QGP nằm trong một hệ thống dày đặc dọc theo tuyến đường tiến công. Mặc dù QGP đã bảo vệ kiên cường và sự hỗ trợ pháo binh của họ rất kiên trì và chính xác, họ dần dần yếu thế. Vào ngày 29 tháng 9, Tiểu đoàn 1 đã giải cứu Tiểu đoàn 3, và cuộc tấn công tiếp tục. Vào ngày 2 tháng 10, Tiểu đoàn 2, Trung đoàn bộ binh 46 lên tăng cường cho Tiểu đoàn 2, Trung đoàn 9. Trước nửa đêm ngày 3 tháng 10, vì pháo và súng cối QGP vẫn đang bắn những loạt đạn nặng, một đội tấn công 12 người từ Tiểu đoàn 1, Bộ binh 9, đã cố gắng phá vỡ dây thép gai và leo lên tường đất. Một quả mìn sát thương phát nổ, làm lộ vị trí của đội và hỏa lực mạnh từ căn cứ ghim chặt đội này xuống. Sáng sớm hôm sau, QGP đã phản công, buộc đội tấn công phải rút. Nhưng rõ ràng là chỉ huy của QLVNCH cho rằng chiến thắng đã nằm trong tầm tay. Với 100 viên đạn 155 mm là hỏa lực theo yêu cầu, có tác dụng mong muốn: sức đề kháng và hỏa lực của QGP giảm đáng kể vào lúc 13:00, và 30 phút sau, lính bộ binh QGP được nhìn thấy trèo ra khỏi lô cốt đổ nát của họ và chạy về tuyến sau. Vào lúc 15 giờ ngày 4 tháng 10, Tiểu đoàn 1, Trung đoàn 9, giương cờ VNCH trên Căn cứ 82, kết thúc trận đánh kéo dài bốn tháng đầy cay đắng. :105

### Rạch Bắp
Sau khi QGP rút khỏi căn cứ 82, Trung ương cục miền Nam đã tổ chức một bộ chỉ huy mới ở khu vực Tây Ninh - Bình Long và chỉ định là Đoàn 301. Đoàn này sẽ sớm chỉ đạo các hoạt động chiến đấu của Sư đoàn 7 và 9, các trung đoàn riêng biệt và các đơn vị bổ sung đã trên đường hành quân từ Bắc Việt Nam. Trong khi đó về phía VNCH, Tướng Thuần quyết định cho những đơn vị mất sức của Sư đoàn 5 nghỉ ngơi và gửi Sư đoàn 25 của mình để dọn sạch các căn cứ QGP ở khu vực Hố Bò phía tây Tam giác sắt. Việc phòng thủ của QLVNCH quanh An Điền và Căn cứ 82 đã được Lực lượng Địa phương quân và Biệt động quân đảm nhiệm. Sở chỉ huy Quân đoàn III đã làm việc với kế hoạch tiếp tục cuộc tấn công để chiếm lại Rạch Bắp, tiền đồn cuối cùng vẫn còn trong tay QGP. Tướng Thuần cũng nhận thấy sự cần thiết phải dọn sạch đối phương ra khỏi phần phía nam của Tam giác sắt xung quanh Phú Thứ, và một kế hoạch bao gồm Rạch Bắp, Phú Thứ và khu vực Phú Hòa phía tây Tam giác sắt bắt đầu hình thành. Nhưng vào ngày 30 tháng 10, trước khi thực hiện kế hoạch, Tổng thống Thiệu đã miễn nhiệm Tướng Thuần việc chỉ huy Quân đoàn III và thay thế ông bằng Trung tướng Dư Quốc Đống.
Tướng Đống lập tức khảo sát tình hình ở Tam giác sắt và xem xét kế hoạch của người tiền nhiệm, sau đó sửa đổi thành Chiến dịch Quyết Thắng 18/24. Các tiểu đoàn từ cả ba sư đoàn của Quân đoàn lll đã cam kết Ngày D là ngày 14 tháng 11. Trung đoàn 9, Sư đoàn 5 xuất phát từ An Điền và hành quân về phía tây, dọc theo Tuyến đường 7, qua Căn cứ 82 về hướng Rạch Bắp. 2 Trung đoàn 48 và 52, Sư đoàn 18 vượt sông Thị Tính phía nam Bến Cát và tiến vào Tam giác sắt và tấn công về phía tây về phía sông Sài Gòn. Các đơn vị của Trung đoàn bộ binh 50, Sư đoàn 25, đã ở trong khu vực này. Trong khi đó, Trung đoàn bộ binh 46 và một tiểu đoàn của Trung đoàn 50 đã di chuyển vào đồn điền cao su phía bắc thị trấn huyện Phú Hòa để ngăn chặn sự xâm nhập của QGP qua sông Sài Gòn. Dọc theo tuyến đường 7, Trung đoàn bộ binh 9 tiến lên không có sự cố cho đến ngày 19 tháng 11 khi phải chiến đấu ác liệt ở phía tây Căn cứ 82 khiến hơn 40 binh sĩ VNCH bị thương. QGP đã rút đi để lại 14 thi thể và nhiều vũ khí cùng phương tiện thông tin. Sáng hôm sau, Đại đội Trinh sát của Trung đoàn 9, tiến vào Rạch Bắp không gặp kháng cự. Chiến dịch Tam giác sắt gần như đã kết thúc, mặc dù các hoạt động truy quét vẫn tiếp tục ở phía nam dọc theo Đường 14 cho đến ngày 24 tháng 11. Được chỉ định ngăn cản tổn thất từ các giai đoạn trước của chiến dịch nhưng việc làm cuối cùng này là phản tác dụng. Dù vậy thương vong ở cả hai phía là nhẹ, và liên lạc rất ít và trong thời gian ngắn. QGP đã từ bỏ vị trí cuối cùng của mình trong Tam giác sắt chỉ với khả năng chống lại thám báo và để bổ sung tổn thất, tổ chức, trang bị lại và tái huấn luyện các lực lượng mới chính của Đoàn 301 cho các trận chiến quyết định sắp tới. :105

## Tàn cuộc
Việc rút ra kinh nghiệm chiến đấu trên chiến trường của Tam giác sắt cho thấy kết thúc bằng chiến thắng của QLVNCH nhưng QGPMNVN đã đạt được sự trưởng thành trong chiến đấu và họ đang đẩy lùi tuyến phòng thủ của quân lực VNCH quanh Sài Gòn.